# Rocca di Papa
Rocca di Papa ist eine Stadt mit 17.648 Einwohnern (Stand 31. Dezember 2023) in der Metropolitanstadt Rom in der italienischen Region Latium.

## Name
Der Name Rocca di Papa bedeutet so viel wie „Burg des Papstes“ und weist auf die historisch enge Verbindung zum Heiligen Stuhl hin. Die Bewohner und Nachbarn der Stadt nennen sie in der Regel nur Rocca bzw. im Dialekt ʹa Rocca.

## Geographie

Lage von Rocca di Papa in der Provinz Rom

Rocca di Papa liegt 25 km südöstlich von Rom, 7 km südöstlich von Frascati und 14 km nordwestlich von Velletri. Es gehört zu den Castelli Romani.
Die Altstadt gruppiert sich um die namensgebende Burgruine, die auf einem Nebengipfel des Monte Cavo liegt, der zweithöchsten Erhebung der Albaner Berge. Dabei sind viele Gassen so steil, dass sie nicht mit Autos befahrbar sind und über Treppen erschlossen werden. Man hat von Rocca di Papa nicht nur eine weite Aussicht, der Ort ist bei gutem Wetter auch deutlich von Rom aus sichtbar.
Das Gemeindegebiet erstreckt sich über eine Höhe von 390 bis 956 m s.l.m. im Maschio delle Faete.
Zur Gemeinde gehört der Stadtteil Vivaro am Ostabhang der Monti delle Faete.
Rocca di Papa ist Mitglied der Comunità Montana dei Castelli Romani e Prenestini. Es ist außerdem Verwaltungssitz des Naturparks der Castelli Romani.
Die Nachbargemeinden sind im Uhrzeigersinn Albano Laziale, Castel Gandolfo, Grottaferrata, Marino, Monte Compatri, Rocca Priora, Artena, Lariano, Velletri, Nemi und Ariccia.

### Geologie

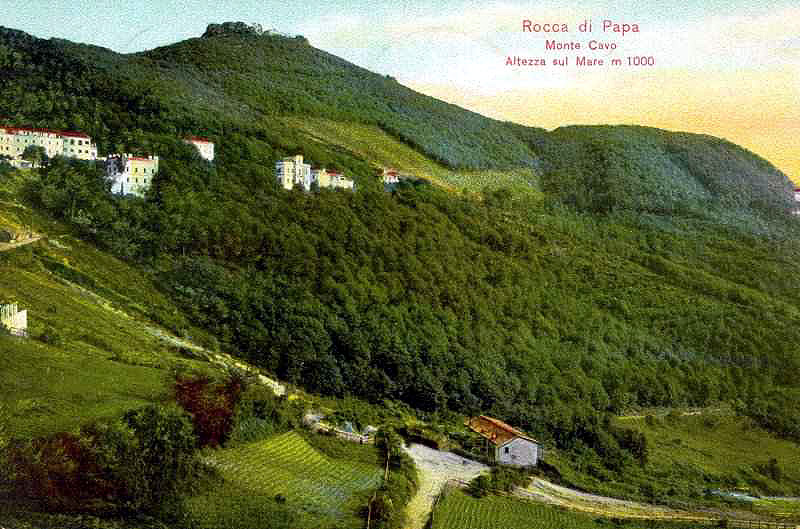
Der Monte Cavo von Rocca di Papa aus gesehen (1910)

Rocca di Papa liegt in einem ehemals vulkanisch aktiven Gebiet, dem sogenannten Vulcano Laziale, dessen Aktivität vor etwa 600.000 Jahren begann. Die Stadt selbst liegt auf der Caldera des Vulkans, der in einer Phase vor etwa 270.000 Jahren begann. Zu dieser Caldera gehören auch die höchsten Erhebungen der Albaner Berge, der Monte Cavo (950 m s.l.m) und der Maschio delle Faete (956 m s.l.m). Der Boden dieses Vulkankraters wird Campi di Annibale genannt, da hier Hannibal mit seinen Truppen gelagert haben soll. Der Vulcano Laziale erlosch vor ca. 20.000 Jahren. Dank der mineralreichen vulkanischen Böden, ist die Region der Albaner Berge besonders fruchtbar und für den Weinbau geeignet.
Die Gemeinde liegt in der Erdbebenzone 2 (mittel gefährdet).

### Verkehr
Rocca di Papa liegt an der strada stadale SS 218, die die strada stadale SS 217 Via dei Laghi mit der strada stadale SS 215 Via Tuscolana verbindet. Die nächste Autobahnauffahrt ist Monte Porzio Catone an der Autobahn A1 dir. in 12 km Entfernung.
Der nächste Bahnhof an der Regionalbahnstrecke FR4 Rom-Albano befindet sich in Marino in 5 km Entfernung. Bis zu ihrer Einstellung hatte Rocca di Papa einen Endpunkt an der Straßenbahn der Castelli Romani. Die Haltestelle war mit der Altstadt durch eine Standseilbahn verbunden, deren Betrieb 1963 eingestellt wurde. Ein Neubau der Seilbahn ist in Planung.

## Kurzporträt

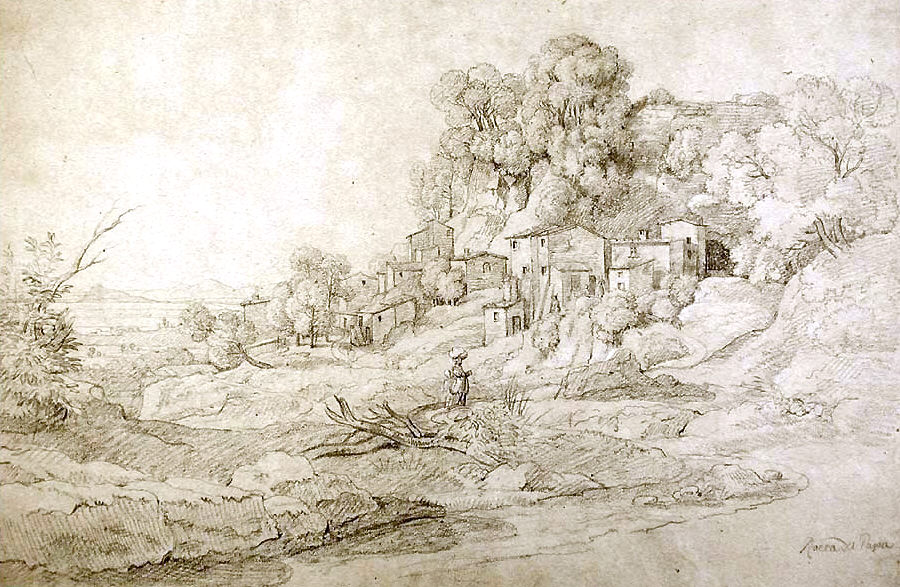
Johann Joachim Faber (1778–1846), Rocca di Papa (Zeichnung)

Über den Dächern thront die Ruine der 1577 zerstörten Festung. Eine steile und gewundene Straße führt zu ihr hinauf, die Kehren sind durch Treppen und schmale Pfade miteinander verbunden. Das Herz der Stadt ist die Piazza della Repubblica.
Unterhalb der Festung, die 1328 von Kaiser Ludwig dem Bayern, der mit seinem Heer über die Alpen zur Kaiserkrönung nach Rom gezogen war, erobert wurde, liegt das Viertel der Bayern (Quartiere Bavarese). Ludwig hatte eine Garnison hierher verlegen lassen, weil ihm die Lage auf einem Bergrücken strategisch vorteilhaft erschien. Die Anwesenheit der Bayern hat Spuren hinterlassen: Die Farben Roccas sind ebenfalls Weiß-Blau.
Im 19. Jahrhundert gehörte das schon in der Antike besiedelte Rocca di Papa zu den von zahlreichen Künstlern besuchten Orten in der Campagna Romana; das Städtchen war häufig Gegenstand künstlerischer Darstellungen.
Sehenswert sind neben der Fortezza (der Burgruine) unter anderem die Chiesa del Crocifisso (Kreuzigungskirche), der ab 1664 federführend vom Barock-Architekten Antonio Del Grande erbaute Duomo dell'Assunta, die Fontana della Barcaccia, das Quartiere dei Bavaresi (das Bayern-Viertel) und die Via Sacra.
Angebaut wird vornehmlich Wein, der weithin einen guten Ruf genießt, zudem Obst und Gemüse.

## Bevölkerungsentwicklung
| Jahr      | 1881  | 1901  | 1921  | 1936  | 1951  | 1971  | 1991   | 2001   | 2011   |
| Einwohner | 3.063 | 4.023 | 4.420 | 5.280 | 6.351 | 7.877 | 11.142 | 13.014 | 15.600 |

Quelle ISTAT

## Politik
Bürgermeister ist seit dem 29. Mai 2023 Massimiliano Calcagni.

### Partnerstädte
- Diamante seit 2010[8]
- Landsberg am Lech seit 1989[9]

Die Schriftstellerin Luise Rinser, die in Landsberg-Pitzling geboren wurde und jahrzehntelang in Rocca di Papa lebte, wo sie 1986 die Ehrenbürgerschaft erhielt, initiierte die Gründung der Städtepartnerschaft.

### Wappen
Das Wappen zeigt auf rotem Schild einen silbernen Turm mit den Buchstaben R und P für Rocca di Papa. Die Stadtfarben sind blau und weiß.